# 路恵男
路 恵男（ろ けいだん、義熙8年（412年）- 泰始2年1月24日（466年2月24日））は、南朝宋の文帝劉義隆の淑媛（側室）。孝武帝劉駿の母。本貫は丹陽郡建康県。弟に路道慶。甥（路道慶の子）に路瓊之・路休之・路茂之。

## 経歴
路興之と徐氏（孝武帝により余杭県広昌郷君に封ぜられた）の娘として生まれた。容貌の美しさで選抜されて後宮に入り、劉駿を産んで、淑媛（嬪）に立てられた。齢を重ねて、文帝の寵愛もなくなり、劉駿の出藩に従って地方に下向した。元嘉30年（453年）2月、文帝が皇太子劉劭に殺害され、劉駿が劉劭を討つべく起兵すると、恵男は尋陽にとどまった。4月、劉駿（孝武帝）が即位すると、建平王劉宏が恵男を迎えるべく派遣された。5月、恵男は皇太后に立てられ、宮を崇憲といった。顕陽殿に居住した。
大明5年（461年）、孝武帝の巡幸に従って南豫州に赴いた。大明8年（464年）、前廃帝が即位すると、恵男は太皇太后に立てられた。
泰始元年（465年）12月、明帝が即位すると、崇憲皇太后を号した。泰始2年（466年）正月、崩御した。享年は55。諡は昭皇太后といった。孝武帝の景寧陵の東南に葬られ、陵号を修寧陵といった。

## 伝記資料
- 『宋書』巻41 列伝第1
- 『南史』巻11 列伝第1